# Wilbur Schwandt
Wilbur Clyde Schwandt, född 28 juni 1904 i Manitowoc i Wisconsin, död 23 juli 1998 i Miami i Florida, var en amerikansk kompositör och musiker (gitarr, bas).
Han skrev tillsammans med Fabian Andre sången "Dream a Little Dream of Me".